# Generation Axe
Generation Axe é um supergrupo formado em fevereiro de 2016 e capitaneado pelo guitarrista estadunidense Steve Vai para turnês musicais.

## Apresentações

### 2016
A turnê "Generation Axe - A Night Of Guitars" (que teve 26 datas agendadas entre os meses de abril e maio de 2016, na América do Norte) reuniu no mesmo palco guitarristas do naipe de Zakk Wylde, Yngwie Malmsteen, Nuno Bettencourt e Tosin Abasi, além do próprio Vai, e que contou na banda de apoio com os músicos Pete Griffin no baixo e Nick Marinovich no teclados. No show, os guitarristas se revezam no palco, executando clássicos de seus catálogos, além de jams especiais, ao melhor estilo G3.
Após a última apresentação desta turnê, Vai postou uma mensagem online com as seguintes palavras:
| “ | “Não há palavras adequadas para descrever a experiência que vivemos. Todos se entregaram como chefões e se conectaram como irmãos. Não por acaso, decidimos que faremos isso novamente no futuro”. | ” |

### Membros
- Steve Vai - solo
- Yngwie Malmsteen - solo
- Tosin Abasi (Animals as Leaders, Reflux))
- Nuno Bettencourt (Extreme, Mourning Widows)
- Zakk Wylde (Black Label Society, Ozzy Osbourne Band)

#### Banda de Apoio
- Pete Griffin (Zappa plays Zappa) - baixo
- Nick Marinovich (Yngwie Malmsteen band) - teclados
- Matt Garstka (Animals as Leaders) - baterias

### Datas da Turnê
| #  | Data     | Cidade            | Local                               |
| -- | -------- | ----------------- | ----------------------------------- |
| 1  | 05/04/16 | Seattle, WA       | Paramount Theater                   |
| 2  | 06/04/16 | Vancouver, BC     | Queen Elizabeth Theatre             |
| 3  | 08/04/16 | Oakland, CA       | Fox Theater                         |
| 4  | 09/04/16 | Las Vegas, NV     | The Joint                           |
| 5  | 10/04/16 | San Diego, CA     | Humphrey's Concerts By The Bay      |
| 6  | 11/04/16 | Los Angeles, CA   | The Wiltern                         |
| 7  | 13/04/16 | Denver, CO        | Paramount Theater                   |
| 8  | 15/04/16 | Kansas City, MO   | Uptown Theater                      |
| 9  | 16/04/16 | Salina, KS        | The Stiefel Theater                 |
| 10 | 17/04/16 | Dallas, TX        | Bomb Factory                        |
| -  | 18/04/16 | Houston, TX       | Revention Music Center              |
| 11 | 20/04/16 | Jacksonville, FL  | Florida Theater                     |
| 12 | 21/04/16 | Orlando, FL       | Hard Rock Live                      |
| 13 | 23/04/16 | Wilmington, NC    | Cape Fear Community College         |
| 14 | 24/04/16 | Washington, DC    | Warner Theater                      |
| 15 | 25/04/16 | Cincinnati, OH    | Taft Theater                        |
| 16 | 26/04/16 | Indianapolis, IN  | Murat Theater @ Old National Center |
| 17 | 27/04/16 | Nashville, TN     | Ryman Auditorium                    |
| 18 | 29/04/16 | Chicago, IL       | Copernicus Center                   |
| 19 | 01/05/16 | Madison, WI       | Orpheum Theater                     |
| 20 | 02/05/16 | Royal Oak, MI     | Royal Oak Music Theater             |
| 21 | 04/05/16 | Toronto, ON       | Massey Hall                         |
| 22 | 05/05/16 | Upper Darby, PA   | Tower Theater                       |
| 23 | 06/05/16 | Westbury, NY      | Theater at Westbury                 |
| 24 | 07/05/16 | Hampton Beach, NH | Hampton Beach Casino Ballroom       |
| 25 | 08/05/16 | Providence, RI    | Providence PAC                      |
| 26 | 09/05/16 | Red Bank, NJ      | Count Basie Theater                 |

## Setlist dos Shows
| Apresentações de 2016                     | Apresentações de 2016                                                                      | Apresentações de 2016 |
| Artista(s)                                | Canção                                                                                     |                       |
| ----------------------------------------- | ------------------------------------------------------------------------------------------ | --------------------- |
| Abasi, Bettencourt, Malmsteen, Vai, Wylde | Foreplay (Boston)                                                                          |                       |
| Abasi                                     | Tempting Time Air Chrysalis The Woven Web                                                  |                       |
| Abasi, Bettencourt                        | Physical Education                                                                         |                       |
| Bettencourt                               | Get the Funk Out Midnight Express Extreme solos medley                                     |                       |
| Bettencourt, Wylde                        | Sideways (Citizen Cope)                                                                    |                       |
| Wylde                                     | N.I.B. (Black Sabbath) Whipping Post (The Allman Brothers Band) Little Wing (Jimi Hendrix) |                       |
| Malmsteen                                 | Spellbound (canção) Into Valhalla Overture Far Beyond the Sun Trilogy Echo Etude Acoustic  |                       |
| Malmsteen, Vai                            | Black Star                                                                                 |                       |
| Vai                                       | Now We Run Tender Surrender Gravity Storm Building the Church                              |                       |
| Vai, Abasi, Bettencourt, Wylde            | Frankenstein (Edgar Winter)                                                                |                       |
| Abasi, Bettencourt, Malmsteen, Vai, Wylde | Highway Star (Deep Purple)                                                                 |                       |

## Discografia
- 2018 - The Guitars That Destroyed The World: Live in China - Steve Vai, Yngwie Malmsteen, Zakk Wylde, Nuno Bettencourt, Tosin Abasi